# Harich
Harich (in armeno Հառիճ?) è un comune di 1 069 abitanti (2008) della provincia di Shirak in Armenia.